# Слєзко Петро Якович
Петро Якович Слєзко (20 жовтня 1931, село Новий Ізикчуль, тепер Красноярського краю, Російська Федерація — 5 березня 2004, місто Москва) — радянський партійний діяч, заступник голови Комітету партійного контролю при ЦК КПРС, заступник голови Центральної Контрольної Комісії КП РРФСР. Кандидат у члени ЦК КПРС у 1986—1990 роках. Кандидат економічних наук (1968).

## Життєпис
Народився в селянській родині.
Член КПРС з 1954 року.
У 1955 році закінчив Томський політехнічний інститут.
У 1955 — березні 1956 року — 2-й секретар, у березні 1956 — квітні 1957 року — 1-й секретар Томського міського комітету ВЛКСМ.
У 1957—1960 роках — секретар — завідувач відділу Томського обласного комітету ВЛКСМ.
У 1960—1962 роках — 2-й секретар Томського районного комітету КПРС. У 1962—1965 роках — заступник начальника Томського районного виробничого колгоспно-радгоспного управління.
У 1965—1968 роках — слухач Академії суспільних наук при ЦК КПРС.
У 1968—1971 роках — завідувач відділу Томського обласного комітету КПРС.
У 1971—1983 роках — секретар Томського обласного комітету КПРС.
У 1983—1986 роках — заступник завідувача відділу пропаганди ЦК КПРС, помічник секретаря ЦК КПРС. У 1986—1988 роках — 1-й заступник завідувача відділу пропаганди ЦК КПРС.
У 1988—1990 роках — заступник голови Комітету партійного контролю при ЦК КПРС.
У 1990—1991 роках — заступник голови Центральної Контрольної Комісії КП РРФСР.
У 1993—2004 роках — заступник голови Центральної контрольно-ревізійної комісії КПРФ.
Помер 5 березня 2004 року в Москві. Похований на Троєкуровському цвинтарі.

## Нагороди і звання
- орден Дружби народів
- два ордени «Знак Пошани»
- медалі